# トンネルの中の蛇
トンネルの中の蛇（トンネルのなかのへび、英: Snake in the tunnel）とは、1970年代のヨーロッパの最初の国際通貨協調の試みであり、当時の欧州の各国通貨間の為替変動をある一定内に収めることを目的としたものである。これは欧州経済共同体（EEC）による単一の為替変動幅（英：currency band）を創設する試みであり、当然の帰結として欧州経済共同体参加国のすべての通貨をお互いに固定していた。スネークやスネーク制度とも呼ばれる。

## 概要
1970年10月8日、ピエール・ウェルナーは経済通貨統合に関するレポートを欧州経済共同体 (EEC) において発表した。ウェルナーのレポートにおいて提案された最初の3段階は、経済政策協調および欧州各国通貨間の為替変動減少のための協調が含まれていた。
1971年、ニクソン・ショックによるブレトン・ウッズ体制の崩壊に伴い、スミソニアン協定では、各国の通貨においてアメリカドルに対して設定された中心レート±2.25%（上下計4.5%）の変動幅が設定された。この変動幅が欧州の通貨に対してトンネルを与えたのである。しかしながら、この変動幅は欧州通貨が互いに許容可能だった幅よりも、もっとずっと大きな変動幅となっていた。例えば、もし通貨Aが設定された変動幅の下限から変動を始めたならば、この変動幅は通貨Aのドルに対する4.5%の増価を許容する。一方で、もし通貨Bが変動幅の上限から変動を始めたならば、 この変動幅はドルに対する4.5%の減価を許容する。
仮に、これが同時に起こったとする。すると、通貨Aは通貨Bに対して9%の増価をすることになる。このような変動はあまりに激しいものと考えられたため、すでにEC（欧州諸共同体）あるいはEEC（欧州経済共同体）に参加していた6か国（フランス、西ドイツ、イタリア、ベルギー、オランダ、ルクセンブルク）の間で1972年4月10日にバーゼル協定 (Accord de Bâle) が結ばれたことにより、トンネルの中の蛇が創設された。遅れてイギリス、アイルランド、デンマークが参加し、のちにスウェーデン、ノルウェーが参加した。これは2国間通貨で相互の変動を2.25%に抑えるというものであり、すなわち2国間の最大変動幅は4.5%に設定されたということであった。「トンネルの中の蛇」という名前の由来は、計4.5%というスミソニアン体制の変動幅のなかを、スネーク参加国通貨の為替レートが計2.25%という変動幅で変動する様子が、トンネルのなかを這う蛇に似ていたことである。1972年4月24日にこの6か国でトンネルの中の蛇は実行に移され、同年5月にはイギリス、デンマーク、スウェーデンによって実行に移された。このトンネルの中の蛇によって、すべてのスネーク参加国通貨はドルに対して同じような変動傾向を見せるようになった。また、このバーゼル協定はポンド圏の公式な終了につながった。
トンネルは1973年にドルの変動相場制への移行に伴って崩壊し、この「スネーク」は特定通貨の離脱や再参加に象徴されるように、持続不可能であると判明した。1976年のEC通貨危機後、スネークに残った国は、西ドイツ、ベルギー、オランダ、ルクセンブルク、デンマーク、EC非加盟のノルウェーとスウェーデンのみであるという事実上のドイツマルク圏となった。これはドイツ・マルクを中心としたミニ・スネークと呼ばれ、ピエール・ウェルナーの計画は放棄された。なお、このミニ・スネークは極めて安定的に推移した。
トンネルの中の蛇、あるいはスネークの欧州経済共同体 (EEC) における通貨協調機能は、その後の欧州通貨制度 (EMS) に受け継がれた。

## パリティ・グリッド制について
トンネルの中の蛇（スネーク）参加国は2国間でお互いに、計4.5%（中心レート±2.25%）のトンネルのなかで、計2.25%（中心レート±1.125%）の上限・下限を設定していたが、通貨の変動がこの上限・下限を超える可能性が出たとき、当該国の中央銀行が自国通貨によって介入し、変動を変動幅内に収める。この方式をパリティ・グリッド制（平価の格子）という。1972年から実施。パリティ・グリッドとは、正確には各国相互間の変動幅を示す一覧表のことを指しており、この一覧表が格子のように見えたことからこのように名づけられた。パリティ・グリッド制は後の欧州通貨制度 (EMS) の欧州為替相場メカニズム (ERM) でも採用された。欧州通貨制度においては、上下各2.25%（ただし、イタリア・リラのみ上下各6%）、計4.5%の変動幅が設定された。

## 融資制度について
スネークでの当該通貨間の為替介入を可能にするため、1972年9月に中央銀行間の融資制度である「超短期金融支援」 (Very Short-term Financing) が創設された。これは、通常、強い通貨を発行する中央銀行が弱い通貨を発行する中央銀行に無制限に融資をするものであり、返済期間が短く（1か月）、金利は全加盟国の平均金利であった。このほかにも、より返済期限の長い短期・中期の資金支援制度も創設された。1972年10月には「欧州通貨協力基金」 (European Monetary Cooperation Fund、EMCF) が創設されている。欧州通貨協力基金は1973年6月に運用開始された。欧州通貨協力基金は加盟国中央銀行の外貨準備の一部によって運用され、加盟国通貨が変動幅以上に減価したときには外国為替市場で同基金によって当該通貨を買うことによって変動を軽減し、加盟国通貨が変動幅以上に増価したときには当該通貨を売ることで変動を軽減し、為替相場を変動幅内に収めるという仕組みである。